# Žiča (Kraljevo)
Žiča (szerbül: Жича), település Szerbiában, a Raškai körzet Kraljevoi községében.

## Népesség
- 1948-ban 1 469 lakosa volt.
- 1953-ban 1 572 lakosa volt.
- 1961-ben 1 740 lakosa volt.
- 1971-ben 2 423 lakosa volt.
- 1981-ben 3 260 lakosa volt.
- 1991-ben 3 740 lakosa volt.
- 2002-ben 3 982 lakosa volt, akik közül 3 880 szerb (97,43%), 27 montenegrói, 8 macedón, 5 horvát, 3 jugoszláv, 2 muzulmán, 1 cseh, 1 szlovén, 29 ismeretlen.